# Woody Guthrie
Woodrow Wilson 'Woody' Guthrie (født 14. juli 1912 i Okemah i Oklahoma, død 3. oktober 1967 i New York) var en amerikansk folke- og protest-sanger og sangskriver. Særligt kendt for nummeret This Land Is Your Land. Hans guitar havde et mærkat med teksten "This machine kills fascists" ("Denne maskine dræber fascister"). Det var et motto for Woody.
Søn: Arlo Guthrie (1947–)
Hans far Charles var landarbejder og lokalpolitiker; hans mor hed Nora Guthrie. Under den store depression i 1931 tog Woody til Pampa i Texas, hvor han i 1933 blev forelsket og giftede sig med Mary Jennings, som var søster til musikeren Matt Jennings. Sammen med ham og Cluster Baker begyndte Woody sin musikalske karriere med gruppenavnet «The Corn Cob Trio».
Woody Guthrie beskrev med “Dust Bowl Ballads (en)”  fra 1940 sandstormene  i Oklahoma (1935–1937).